# گرترود بی. الیون
گرترود بل الیون (انگلیسی: Gertrude Belle Elion؛ زاده ۲۳ ژانویهٔ ۱۹۱۸ درگذشته ۲۱ فوریهٔ ۱۹۹۹) یک دانشمند اهل ایالات متحده آمریکا بود.
وی همچنین برنده جوایزی همچون جایزه نوبل فیزیولوژی یا پزشکی شده‌است.